# Humaid ibn Abd al-Hamid at-Tusi
Humaid ibn Abd al-Hamid at-Tusi, arabisch حميد ابن عبد الحميد الطوسي, DMG Ḥumaid b. ʿAbd al-Ḥamīd aṭ-Ṭūsī, geb. im 8. Jahrhundert; gest. 825 oder am 15. Januar 826, war ein General im Abbasiden-Kalifat zur Zeit des Kalifen al-Ma'mun.

## Leben
At-Tusi stand im Dienst des siebten Abbasiden-Kalifen al-Ma'mun, der 813 das Kalifat übernahm. Während des Aufstandes gegen al-Ma'mun unter dem Gegenkalifen Ibrahim ibn al-Mahdi kämpfte er an der Seite al-Ma'muns und war hauptsächlich für dessen militärischen Sieg verantwortlich. At-Tusi wurde im Jahr 825 oder am 15. Januar 826 vergiftet. 
In der arabischen Literatur wurde er vielfach gepriesen und in Gedichten geehrt. Er besaß eine Sklavin namens 'Adhal.

### Arabische Primärquellen
- Al-Ya'qubi: Matthew S. Gordon u. a. (Hrsg.): The Works of Ibn Wāḍiḥ al-Yaʿqūbī. An English Translation. 3 Bände. Brill, Leiden 2018.

- Al-Tabari: The History of al-Tabari, Vol 32: The Reunification of the 'Abbasid Caliphate, State University of New York Press, New York 1987.